# Baltic (paquebot de 1871)
Pour les articles homonymes, voir Baltic.
Le Baltic est un paquebot britannique mis en service en 1871 pour la White Star Line. Appartenant à la classe Oceanic, il est construit par les chantiers Harland & Wolff de Belfast sous le nom de Pacific, avant d'être renommé. Lors de son voyage inaugural en septembre 1871, il se classe parmi les paquebots les plus luxueux de son époque.
Durant son début de carrière, il établit un record de vitesse pour la traversée de l'Atlantique Nord dans le sens ouest-est en étant le premier paquebot à dépasser les 15 nœuds. Au bout d'une dizaine d'années, moins nécessaire à sa compagnie, il est prêté à deux reprises à l'Inman Line (alors en difficultés financières) pour lui permettre d'assurer son service transatlantique.
En 1888, alors que la White Star Line s'apprête à mettre en service le Teutonic, le Baltic, désormais inutile, est vendu à la Holland America Line qui le renomme Veendam. Après avoir subi une refonte, le navire connait une carrière satisfaisante durant plusieurs années. Il coule le 6 février 1898 après avoir heurté une épave, sans qu'aucune victime ne soit à déplorer.

## Histoire

### Début de carrière pour la White Star Line

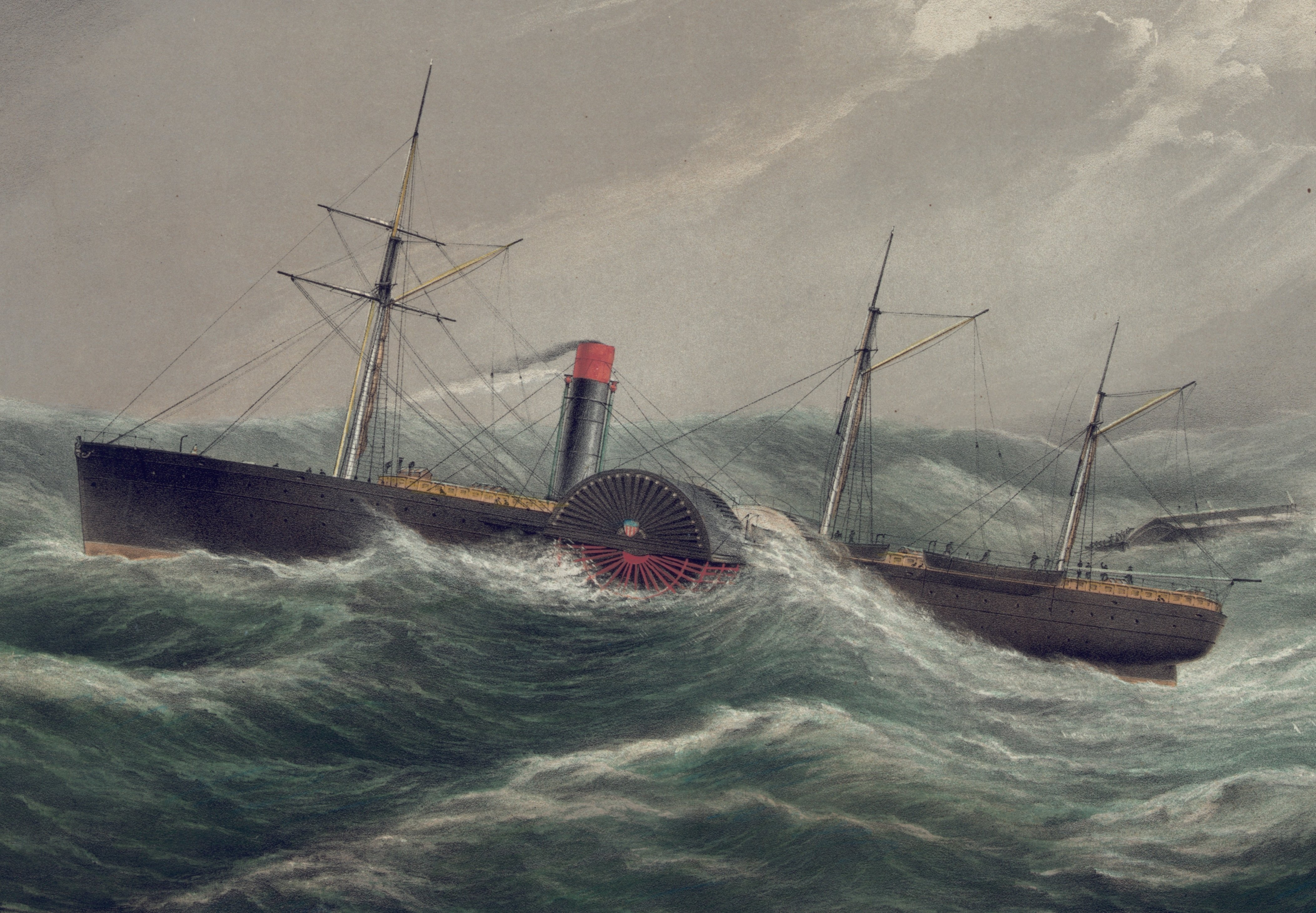
Le Baltic devait à l'origine être nommé Pacific, nom finalement rejeté car semblable à un paquebot au naufrage meurtrier.

Le Baltic est l'un des premiers navires commandés par la White Star Line lorsque Thomas Ismay en prend le contrôle en 1867. Il fait partie d'une série de quatre navires dont il est le troisième (les trois autres étant l'Oceanic, l'Atlantic et le Republic). Troisième navire à coque en fer commandé par la compagnie, il est construit comme ses prédécesseurs dans les chantiers Harland & Wolff de Belfast. Son lancement survient le 8 mars 1871, sous le nom de Pacific, ce dont la presse s'empresse de parler. En effet, Pacific était également le nom d'un paquebot de la Collins Line, célèbre pour son naufrage meurtrier en 1856. C'est donc par crainte des superstitions et de la mauvaise publicité que la compagnie change son nom en Baltic.
Le paquebot effectue sa traversée inaugurale entre Liverpool et New York via Queenstown le 14 septembre 1871. Il connaît ses premiers soucis dès sa deuxième traversée, lorsqu'il heurte le brig français Confiance le 7 octobre suivant, au large de Sandy Hook, à l'entrée du port de New York. Si le Baltic s'en tire indemne, sa victime est plus sévèrement endommagée, subit une voie d'eau, et doit être remorquée jusqu'à une cale sèche pour réparations. Comme les autres navires de la classe Oceanic, ses débuts ne connaissent qu'une clientèle limitée.
Après un peu plus d'une année de service, en janvier 1873, le Baltic établit un record de traversée dans le sens ouest-est, avec 7 jours, 20 heures et 9 minutes à une vitesse moyenne de 15,1 nœuds, battant ainsi le City of Brussels de l'Inman Line. Le paquebot étant le premier à dépasser la symbolique barre des 15 nœuds, il s'attire ainsi une certaine notoriété, ainsi qu'à sa compagnie naissante. La carrière du navire se poursuit sans incident notable, à l'exception d'un début d'incendie sans gravité le 23 novembre 1874, causé par la chute d'une lampe à pétrole. L'année suivante, le 18 novembre 1875, le Baltic croise au milieu de l'Atlantique le voilier Oriental, en plein naufrage, et sauve son équipage. Les années suivantes voient le navire poursuivre une carrière troublée par quelques collisions mineures.

### Prêts, vente, et naufrage

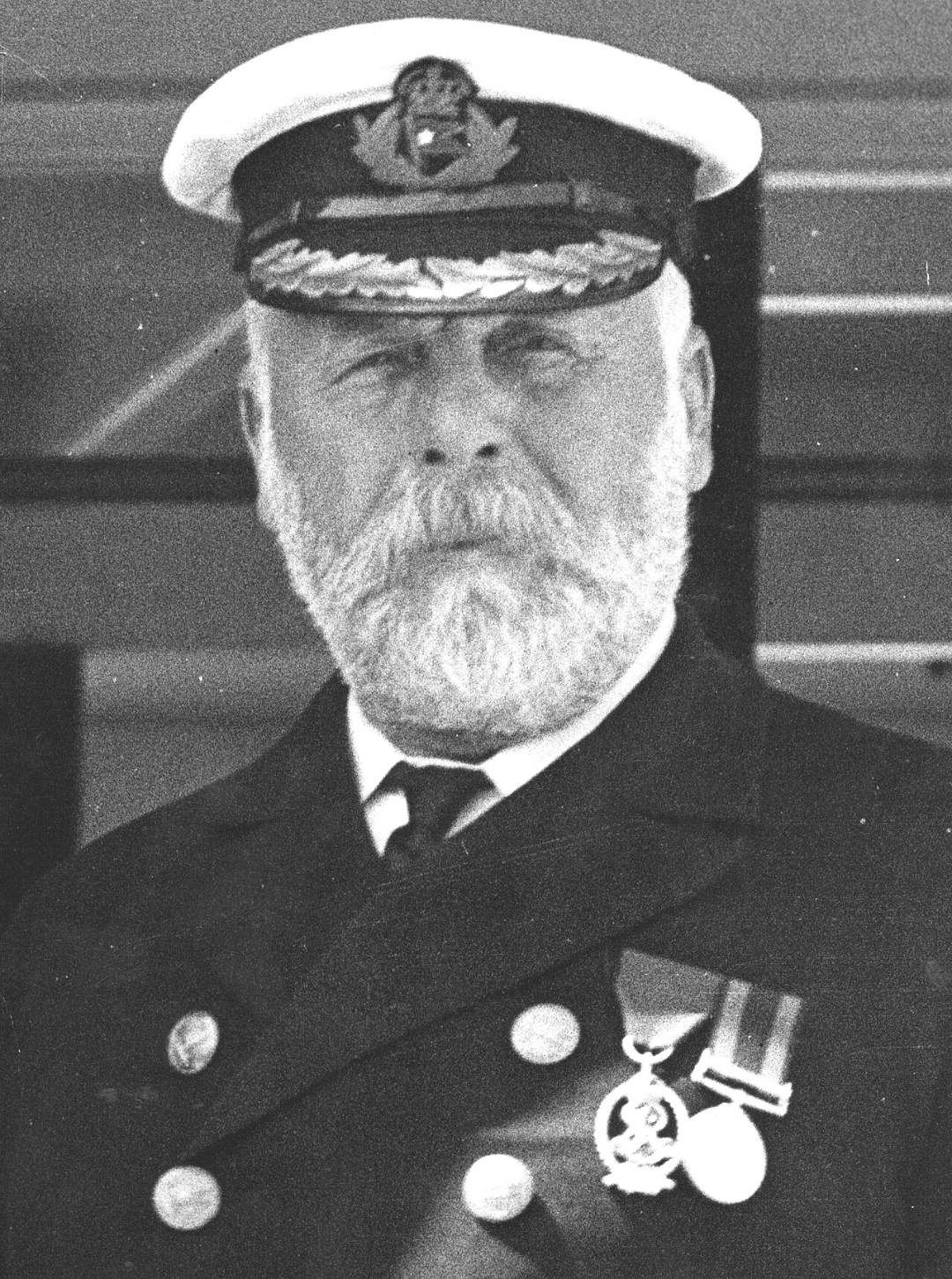
Edward Smith, futur commandant du Titanic, est le dernier capitaine du Baltic sous les couleurs de la White Star Line.

En 1883, lorsque l'Inman Line renvoie aux chantiers le City of Rome qui ne remplit pas les spécifications prévues, elle affrète le Baltic durant deux rotations en guise de remplacement. Deux ans plus tard, alors qu'elle connaît de graves difficultés financières qui la forcent à se séparer du City of Paris, elle utilise à nouveau le Baltic, cette fois jusqu'en mars 1887, et ce malgré sa faillite dans l'intervalle. Durant toute cette période, il arbore les couleurs de l'Inman Line, sa cheminée devenant noire à bande blanche.
En 1888, faisant son retour sous les couleurs de la White Star Line, le Baltic est l'un des premiers navires commandés, pour deux traversées, par Edward Smith, qui devient plus tard célèbre en commandant le Titanic. Cette même année, le 7 mai, le Baltic doit s'arrêter dix heures durant à Queenstown, aujourd'hui Cobh, pour des réparations après une défaillance sur un cylindre à basse pression. Il termine ensuite la traversée interrompue, qui se révèle être sa dernière pour la compagnie. Il est ensuite laissé à quai à Birkenhead.
La même année, l'approche de la mise en service du Teutonic incite la White Star à vendre le Baltic à la Holland America Line pour 32 000 £. Il est alors renommé Veendam et placé sur la route Rotterdam, Cherbourg, New York. Il effectue son premier voyage sous les couleurs de sa nouvelle compagnie le 3 novembre 1888. Deux ans plus tard, sa machinerie vieillissante est remplacée par de nouvelles machines à triple expansion, ce qui accroît son tonnage de 400 tonneaux. Il poursuit plusieurs années durant une carrière satisfaisante et sans histoires.
Le 6 février 1898, alors qu'il se dirige vers l'ouest, il heurte en plein Atlantique une épave et coule le lendemain. La catastrophe ne fait aucune victime.

## Caractéristiques

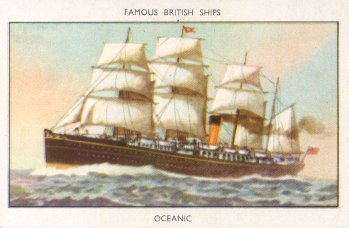
La silhouette du Baltic est similaire à celle de son sister-ship, l'Oceanic.

Le Baltic affiche des caractéristiques principalement similaires à celles de l'Oceanic, premier navire de la série. Il mesure 128,1 mètres sur 12,4, et jauge 3 707 tonneaux de jauge brute. Pouvant être propulsé à la voile, il arbore quatre mâts, ainsi qu'une cheminée aux couleurs de la White Star Line (ocre brun à manchette noire). Ses machines, construites à Londres par Maudsley, Sons & Field, sont des machines alternatives Compound à deux cylindres qui actionnent une hélice ; il s'agit de versions améliorées et plus économiques des machines de l'Oceanic. Une fois devenu Veendam, le navire subit une refonte de son appareil de propulsion, et est équipé de machines à triple expansion plus économiques, ce qui porte son tonnage à 4 036 tonneaux de jauge brute.
Comme l'Oceanic, le Baltic peut transporter 1 000 passagers d'entrepont, et 166 en première classe. Les installations du premier navire de la série ont révolutionné le monde naval, lui valant le surnom de « yacht impérial », les installations pour les passagers fortunés se situant, chose nouvelle, au centre du paquebot, plus stable. Ces passagers disposent de baignoires, mais aussi d'une salle à manger où, autre innovation, les bancs sont remplacés par des chaises. On ne dispose pas d'informations précises sur les installations du Baltic, assez similaires, si ce n'est qu'elles comportent plusieurs améliorations dont le détail n'est pas connu. Lorsqu'il devient le Veendam, le paquebot est rééquipé pour accueillir 150 passagers de première classe, 60 de deuxième, et 800 de troisième.